# Cormano
Cormano là một đô thị ở tỉnh Milano, vùng Lombardia của Italia, khoảng9 km north of Milano. Tại thời điểm ngày 31 tháng 12 năm 2004, đô thị này có dân số18.305 và diện tích là4.5 km².
Đô thị Cormano gồm cácfrazioni (đơn vị cấp dưới, chủ yếu là thôn làng) Brusuglio, Molinazzo, and Ospitaletto.
Cormano giáp các đô thị sau:Paderno Dugnano, Bollate, Cusano Milanino, Bresso, Novate Milanese, Milano.